# 1970 في الأردن
فيما يلي قوائم الأحداث التي وقعت خلال عام 1970 في الأردن.